# 俺達に墓はない
『俺達に墓はない』（おれたちにはかはない）は、1979年公開の日本映画。主演：松田優作、監督：澤田幸弘。
松田優作主演の3作目のアクション映画としては遊戯シリーズの『最も危険な遊戯』『殺人遊戯』に続く3作目であるが、同シリーズとはストーリー上の関係はない。
封切り時の同時上映作品は『その後の仁義なき戦い』（監督：工藤栄一、主演：根津甚八）。

## ストーリー
島勝男（松田優作）は、過激派を装い、デパートのレジの現金87万3千円を奪う。挙動不審な男、滝田（志賀勝）がその島のあとをつけるが、島はほとんど気にも止めなかった。
島は次に、弟分で相棒のヒコ（岩城滉一）と暴力団・十日会の襲撃を計画する。ビルの屋上から双眼鏡で十日会の偽装企業「都築興業」の下見をした島は、別のビルから同じように都築興業を双眼鏡で下見している男を見つけた。それは滝田だった。
ヒコは、アジトにしているバー「阿邪馬」の前で酔いつぶれていた女、川村ミチ（竹田かほり）を店の中に入れ、介抱する。アジトに戻ってきた島を見たミチは、島に「奪った金を返してほしい」と要求する。ミチは島を目撃したデパートの元店員で、レジの現金を盗んだ犯人扱いされて仕事を失い、自暴自棄になっていた。
その後も十日会の下見を続ける島たちの前に、みたび滝田が現れる。島たちは予定を早めての襲撃決行を決意し、十日会に乗り込むが、すでに滝田が乗り込んで金を奪ったあとだった。急いで逃げる2人だったが、ヒコだけが運悪く十日会に捕まる。
島は仕事を横取りした滝田を追いつめ、殴り合いになるが、やがて2人は互いを認め合い、手を組んで十日会の豚小屋に監禁されたヒコを助け出す。滝田のことを根に持ったヒコは島に向かって「滝田を殺せ!」と車中で叫んだ。当の滝田も、自分を殺すと言ったヒコを受け入れなかった。
島と滝田はヒコ抜きで、千葉で十日会の取り仕切る東南アジア賭博ツアーのバスを襲撃する。2人は現金6千万円を強奪し、さらに居合わせた通行車を強奪して逃亡をはかる。非常線の包囲が狭まる中、滝田は島に国外逃亡をすすめ、パスポートを手渡す。現金の山分けを約束し、2人は別れる。島は「亜邪馬」にたどり着き、滝田は静岡に逃れる。
一方、島と滝田がツアーバスを襲ったことを十日会の江木（草薙良一）から聞いたヒコは、仲間はずれにされたことを快く思わず、滝田と電話中の島を襲って気絶させ、滝田の待つ静岡のバー「キング」へ向かい、滝田を襲う。遅れて静岡に着いた島は、滝田に誤解され、仲違いする。十日会は現金のありかを聞き出すために、入院中の滝田のところに配下の看護婦・アケミ（山科ゆり）を送り、脱出させる。
その間に島は全国指名手配犯になり、十日会と警察の両方に追われる身になっていた。島は十日会の高（石橋蓮司）に見つかるが、反撃して高を殺害する。怪我を負った島は偶然通りかかったミチに介抱される。島はミチに現金のありかを聞くが、ミチにはわからない。そのミチのマンションに、島を消しに来たヒコと滝田が現れるが、島は返り討ちにする。やがて十日会が島の居所を探り当て、ミチのマンションに乗り込むが、島はダイナマイトで会長の都築もろとも爆死させる。島とミチは、ヒコ、滝田、十日会組員らの死体を部屋に残し、マンションを出る。
島と滝田が盗んだ現金は、ミチの車の後部座席にあるヌイグルミの中に隠されていた。島とミチは、ともに車でどこかへ逃亡する。

## 出演者

### 主なキャスト
島勝男 - 松田優作
主人公。昔暴行傷害で少年院に入り、相棒のヒコと出会う。終始M65ジャケットを着ている。
ヒコ - 岩城滉一
島の弟分。昔薬物取締り法違反で少年院に入り、島と出会う。暴れるミチを黙らせるために、ミチをシャブ漬けにする。背後から人を襲う癖がある。また、暴走族にも所属していた。いつもいい思いをしている兄貴分の島を恨んでいたが、島に射殺される。
滝田栄一 - 志賀勝
島と同業でライバル。島と互いに認め合う仲になり、ヒコのせいで仲違いするが、島に射殺される。背中に刺青がある。
川村ミチ - 竹田かほり
デパートの派遣店員。事件当時現場に一人残っていた為、取調べられた際中卒なのに短大生と嘘をついていたことがばれ、余計疑われ、身体検査されたうえ、ミチが87万3千円を盗んだことになり、クビになる。覚醒剤を覚え、薬物中毒になる。
中井 - 山谷初男
ポルノショップ"トップポルノ"店主。裏では島に、沖縄ルートのリボルバー、ナンバーを削り取った散弾銃、ダイナマイトを売る。ダッチワイフを我が娘のように可愛がる。

### 十日会
飲み屋と旅行会社を経営する暴力団で、麻薬の売人でもある。表向きは都築興業で通っている。
都築 - 内田稔
十日会会長。最後は組員とともに爆死。ジャイアンツファン。
高 - 石橋蓮司
十日会組員。十日会の経営する豚小屋を襲撃された際にダイナマイトの爆発に巻き込まれ重傷を負うが、その後も島を執拗に追い、島に殺害される。
吉岡 - 高橋明
十日会組員。都築ツーリスト案内役で島たちにバスジャックされる。最後は都築とともに爆死。
神部 - 阿藤海
十日会組員で長身の男。最後は都築とともに爆死。
志波 - 椎谷建治
十日会組員。最後は都築とともに爆死。
山尾 - 清水宏
十日会組員。覚せい剤の売人。組員の浦とともに、ミチのマンションを突き止める。都築とともに爆死した組員を見て嘔吐する。
浦 - 畑中猛重
十日会組員。覚せい剤の売人。組員の山尾とともに、ミチのマンションを突き止める。
江木 - 草薙良一
十日会組員。ヒコに滝田の件をバラす。最後は都築とともに爆死。

### その他キャスト
中年男 - 梅津栄
指名手配となり逃亡中の島に恐喝されるが、島に殺された高を見て嘔吐する。
サイクリングの女 - 森下愛子（友情出演）
男とともにサイクリングを楽しんでいたが、島らによる賭博ツアーバス襲撃に居合わせる。
つる子 - 岡本麗
滝田をかくまっていた静岡のバー"キング"のママ。滝田が国外逃亡を図ろうとしていたことを警察に証言する。
アケミ - 山科ゆり
病院の看護婦。入院している滝田に拳銃を渡し、夜8時に病院の玄関に十日会が迎えに来ることを教える。
黒田 - 三谷昇
病院で滝田を取り調べる刑事。
村上 - 山西道広
病院で滝田を取り調べる刑事。
その他 - 野瀬哲男、飯田浩幾、友金敏雄、角野司郎、幸英二、大辻慎吾、里見和香、谷口永伍、吉宮慎一、本多賢二、林美雄

## スタッフ
- 監督 - 澤田幸弘
- 企画 - 黒澤満、伊藤亮爾
- 脚本 - 田中陽造
- 撮影 - 仁村秀信
- 照明 - 渡辺三雄
- 録音 - 林紘一
- 美術 - 川崎軍二
- 編集 - 田中修
- 音楽 - 竹田由彦
- 助監督 - 崔洋一
- 色彩計測 - 前田米造
- 記録 - 幸縁栄子
- 刺青 - 霞涼二
- 擬斗 - 高倉英二、松尾悟
- 進行主任 - 青木勝彦
- 美粧 - 入江美粧
- 衣装 - 第一衣装
- 現像 - 東映化学
- 協力 - 東映俳優センター・吉祥寺ミドリヤ
- 提供 - 東映セントラルフィルム
- 製作 - 東映

## 使用楽曲
- 1996年にバップよりサントラCDが発売されている。収録されているのは本作の他、『暴力教室』『ヨコハマBJブルース』。
- 当時のヒット曲が作中のバー「亜邪馬」の店内BGMなどの形で、シーン中に用いられている。
  - ピンク・レディー「カメレオン・アーミー」 - 都築興業襲撃の最初の打ち合わせをする場面
  - 甲斐バンド「HERO（ヒーローになる時、それは今）」 - ミチとヒコが「亜邪馬」の2階で過ごす場面
  - ピンク・レディー「ジパング」 - ミチが店番をする場面